# Rue Colonel-Haouas
Pour les articles homonymes, voir Haouas (homonymie).
La rue Colonel-Haouas est une voie d'Alger.

## Situation et accès
Cette rue, qui est l'une des principales artères commerciales du centre-ville d'Alger, est coupée au milieu par la place de l'Émir-Abdelkader.
Bus de l'ETUSA, lignes... 

## Origine du nom
Elle porte le nom du colonel Si El Haouès. 

## Historique
Anciennement connue comme la rue des Généraux-Morris elle prend son nom actuel à l'indépendance de l'Algérie.